# Norwegian Contractors
Norwegian Contractors (NC) was een Noorse aannemer die vooral condeeps bouwde, maar ook andere betonnen constructies. Het was aanvankelijk een joint-venture die in 1972 werd aangegaan door Høyer-Ellefsen, Ingeniør F. Selmer en Ingeniør Thor Furuholmen. De eerste twee waren op dat moment bezig met de betonnen tank voor Ekofisk. Halverwege de jaren 1980 werd het een afzonderlijk bedrijf en in 1987 werd het overgenomen door Aker als Aker Norwegian Contractors en vanaf 1995 Aker Marine Contractors. In 2011 werd dit verkocht aan Ezra Holdings uit Singapore en werd het onderdeel van EMAS.
In 1972 verkreeg Norwegian Contractors een ontwikkelingscontract van BP om een condeep te ontwerpen voor het Forties-veld. Uiteindelijk koos BP voor conventionele stalen onderstellen voor de platforms in het Forties-veld, maar wel nadat het aan had gegeven dat de betonnen variant technologisch goed in elkaar zat. Enkele weken na de oplevering van de Ekofisk-tank werd de eerste condeep besteld door Mobil voor het Beryl-veld. De basis hiervan werd net als de tank gebouwd in Jåttåvågen in Stavanger, waarna het werd afgebouwd in een fjord, Gandsfjord of Vatsfjord. In 1995 werd de laatste en grootste condeep gebouwd, Troll A. Daarnaast werden licenties verkocht aan andere aannemers. Veel van het ontwerpwerk voor Norwegian Contractors werd uitgevoerd door Dr.techn.Olav Olsen. 